# Strzyżewice (gromada)
Strzyżewice – dawna gromada, czyli najmniejsza jednostka podziału terytorialnego Polskiej Rzeczypospolitej Ludowej w latach 1954–1972.
Gromady, z gromadzkimi radami narodowymi (GRN) jako organami władzy najniższego stopnia na wsi, funkcjonowały od reformy reorganizującej administrację wiejską przeprowadzonej jesienią 1954 do momentu ich zniesienia z dniem 1 stycznia 1973, tym samym wypierając organizację gminną w latach 1954–1972.
Gromadę Strzyżewice z siedzibą GRN w Strzyżewicach utworzono – jako jedną z 8759 gromad na obszarze Polski – w powiecie lubelskim w woj. lubelskim na mocy uchwały nr 12 WRN w Lublinie z dnia 5 października 1954. W skład jednostki weszły obszary dotychczasowych gromad Strzyżewice, Franciszków, Dębina, Pawłów i Pawłówek ze zniesionej gminy Piotrowice w tymże powiecie. Dla gromady ustalono 16 członków gromadzkiej rady narodowej.
1 stycznia 1956 gromada weszła w skład nowo utworzonego powiatu bychawskiego w tymże województwie.
1 stycznia 1969 do gromady Strzyżewice włączono obszar zniesionej gromady Kiełczewice Maryjskie w tymże powiecie.
Gromada przetrwała do końca 1972 roku, czyli do kolejnej reformy gminnej. 1 stycznia 1973 w powiecie bychawskim utworzono (właściwie reaktywowano) gminę Strzyżewice (od 1999 gmina Strzyżewice znajduje się w powiecie lubelskim w woj. lubelskim).